# Evdile Koçer

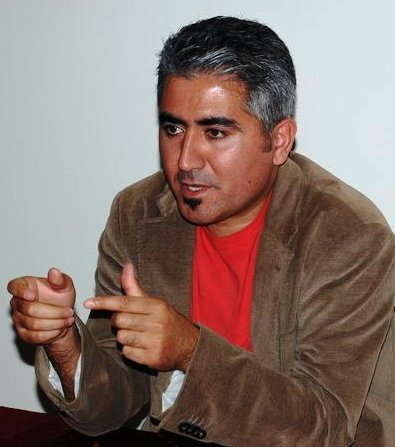
Evdile Koçer in 2013

Evdile Koçer (Sêrt, Siirt, 1977) is een Koerdisch schrijver. 
Hij studeerde de Koerdische taal en literatuur aan de Universiteit van Uppsala in Zweden.
Van hem verschenen veel columns en verhalen in verschillende tijdschriften, kranten, bundels en op websites. Tevens werden veel van zijn verhalen vertolkt op het toneel en vertaald naar verschillende talen.
Koçer schrijft momenteel elke vrijdag een column voor de Koerdische krant Azadiya Welat in de rubriek 'Koçername' [Brieven van een nomaad/van Koçer]. Ook heeft hij een rubriek op de website Diyarname, genaamd 'Govenda Gotinê' [De dans van het woord].

## Boeken die van zijn hand verschenen
- Govendistan, satire, Uitgeverij Pêrî, mei 2002, Istanbul, 136 pagina's, ISBN 975-8245-62-7
- Mirin, verhalen, Uitgeverij Aram, oktober 2006, Istanbul, 79 pagina's, ISBN 9944581712
- Koçername, satire, Uitgeverij Do, januari 2009, Istanbul, 128 pagina's, ISBN 9944-10861-8
- Pêlava Birîndar, verhalen, Uitgeverij Han, september 2010, Berlijn, 72 pagina's

- International Standard Name Identifier: 0000 0000 5044 2342
- Library of Congress Control Number: n2004056919
- Virtual International Authority File: 6785245
- WorldCat: E39PBJt44bh6QgXFRGXvX4dRKd